# 布鲁斯·邓恩
布鲁斯·邓恩（英語：Bruce MacLeish Dern，1936年6月4日—）是一名美国男演员。他与前妻 Diane Ladd 所生的女儿蘿拉·鄧恩也是一名女演员。

## 事业
至今已参演了80多部电影，他扮演过许多配角，尤其是性格不稳定的反派角色。
1978年的作品《Coming Home》获得奥斯卡最佳男配角奖提名。1982年作品《That Championship Season》为他赢得第33届柏林影展最佳男演员奖。2013年亚历山大·佩恩执导黑白剧情片《內布拉斯加》为他赢得第66届坎城影展最佳男演员奖，以及第71届金球奖和第86届奥斯卡金像奖最佳男主角提名。